# Saburov
Saburov je priimek več oseb:
- Aleksej Nikolajevič Saburov, sovjetski general
- Aleksander Nikolajevič Saburov, sovjetski partizan
- Maksim Zaharovič Saburov, sovjetski inženir in politik
- Peter Petrovič Saburov, ruski šahovski mojster